# Jean-Claude Buhrer
Pour les articles homonymes, voir Buhrer.
Jean-Claude Buhrer est un écrivain et journaliste français, spécialiste des Nations unies, de Amérique latine et de l’Asie.

## Biographie
En septembre 2001, il a été l’envoyé spécial du journal Le Monde à la conférence de Durban. Il a été correspondant permanent du journal auprès des Nations unies à Genève et c’est à ce titre qu’il a couvert les travaux de la Commission des droits de l’homme de l’ONU. Il a également suivi les sessions du Conseil des droits de l’homme de l’ONU qui a succédé à la Commission en 2006.
Après plus d’une dizaine de visites en Chine et au Tibet entre 1984 à 2000, il se vit refusé un visa de tourisme pour la Chine en 2005 en raison de ses articles sur le Tibet.
Jean-Claude Buhrer est l’auteur de nombreux ouvrages sur l’Amérique latine et l’Asie. Il a aussi écrit plusieurs ouvrages avec Claude B. Levenson, son épouse

## Prix
- 1992 : Prix Noureddine Zaza pour le journal Coopération[5]
- 1993 : Récipiendaire de "La Pluma de Plata Mexicana" pour ses articles sur le Mexique dans le journal Le Monde